# Oxyrrhynchium swartzii
Oxyrrhynchium swartzii là một loài Rêu trong họ Brachytheciaceae. Loài này được (Turner) Warnst. mô tả khoa học đầu tiên năm 1905.